# SEW-Eurodrive
Die BV Beteiligung GmbH & Co. KG ist die Konzernobergesellschaft der SEW-Gruppe, einem deutschen Hersteller von Antriebstechnik mit Sitz in Bruchsal.
SEW-Eurodrive produziert Getriebe, Motoren, Getriebemotoren sowie Umrichtertechnik in verschiedenen Baugrößen. Das Unternehmen stellt unter anderem Antriebe im Motorleistungsbereich von 0,09 kW bis über 225 kW her sowie Industriegetriebe mit Antriebsdrehmomenten bis zu mehreren Millionen Nm.

## Geschichte

### Anfänge unter Ernst Blickle
Am Beginn der Unternehmensgeschichte steht der Konstrukteur Albert Obermoser. Sein im Jahre 1928 konzipierter Vorgelegemotor revolutionierte die Antriebstechnik. Der gelernte Bankkaufmann Christian Pähr erkannte das Potenzial dieser Antriebsart und erwarb die Rechte an dem Vorgelegemotor aus der Konkursmasse der Obermoser AG. Trotz wirtschaftlich und politisch unruhiger Zeiten gründete er 1931 in Bruchsal die Süddeutschen-Elektromotoren-Werke, seit 1971 kurz SEW. Nach dem Tod Christian Pährs im Jahre 1935 führte seine Witwe Kunigunde Pähr den Betrieb weiter, unterstützt von der Tochter Edeltraut Pähr. 1945 übernahm Ernst Wilhelm Blickle, mittlerweile Pährs Schwiegersohn, die Geschäftsführung.
1948 legte Ernst Blickle im zehn Kilometer entfernten Graben den Grundstein für eine 10.000 m² große Fabrik.
Nach dem Tod von Ernst Blickle im Jahr 1987 traten seine Söhne Rainer Blickle († 2021) und Jürgen Blickle an die Spitze von SEW-Eurodrive.

### Internationale Expansion
1960 eröffnete SEW-Eurodrive das erste ausländische Fertigungswerk im elsässischen Haguenau. Von 1968 bis 1969 expandierte das Unternehmen mit Montagewerken nach Schweden, Italien und Großbritannien. Weitere Standorte folgten 1974 in Kanada, 1975 in den USA und 1978 in Brasilien. In den 1980er-Jahren kamen Niederlassungen in Melbourne (Australien) und Johannesburg (Südafrika) hinzu. In den 1990er-Jahren eröffnete das Unternehmen weitere Standorte: 1993 in Russland, 1994 in Japan und Singapur sowie 1997 in Indien.
Es befinden sich insgesamt 17 Fertigungswerke und 88 Drive Technology Center in 52 Ländern.

## Anteilseigner
(Stand: Januar 2025)
- JB Beteiligung GmbH, Bruchsal - 49,3 %
- Rainer Blickle Stiftung, Vaduz/ Liechtenstein - 4,9 %
- Edeltraut Blickle Stiftung, Bruchsal - 1,3 %
- RB Beteiligung GmbH; Bruchsal - 44,3 %
- RB Holding GmbH & Co. KG, Bruchsal - 0,1 %

## Forschungsprojekt efeuCampus
SEW ist Partner des von der europäischen Union und dem Land Baden-Württemberg geförderten Zukunftsprojekts für urbane und autonome Güterlogistik, efeuCampus in Bruchsal. SEW übernimmt die Forschung und Entwicklung der autonomen Lieferfahrzeuge und der technischen Infrastruktur. SEW ist zuständig für Induktionsladesysteme, für die elektrifizierten Fahrzeuge, den Aufbau einer 5G-Infrastruktur für die Kommunikation und die Paket- und Wertstoffübergabe von und zu den Anwohnern des Testareals. Ziel des Projektes ist es, Prozesse aus der modernen Fabrik auf die urbane Logistik zu übertragen.

## Stiftungen

### SEW-Eurodrive-Stiftung
Am 30. November 1989 wurde von Edeltraud Blickle die SEW-Eurodrive-Stiftung zum Gedenken an Ernst Wilhelm Blickle errichtet. Ziel der Stiftung ist, die Erarbeitung, Vertiefung und Weiterentwicklung wissenschaftlicher Erkenntnisse in Technik (Grundlagenforschung und angewandte Forschung) und Wirtschaft (Management, Führungslehre, Unternehmenspolitik) zu fördern.

#### Ernst-Blickle-Preis
Seit 1991 wird der mit 100.000 Euro dotierte Ernst-Blickle-Preis zunächst jährlich, seit 2000 alle zwei Jahre verliehen. Der Stiftungsvorstand wählt unter Mithilfe einer Findungskommission den Preisträger gemäß der Stiftungssatzung aus. Die bisherigen Preisträger sind:
- 1991 Manfred Depenbrock (†), Bochum
- 1992 Hans Winter (†), München
- 1993 Wolfgang Finke, Wachtberg-Ließem
- 1994 Darle W. Dudley (†), San Diego (USA)
- 1995 Ferenc Anistis, Haidershofen (Österreich)
- 1996 Manfred Rose, Heidelberg
- 1997 Manfred Weck, Aachen
- 1998 Jörg Hugel Zürich (Schweiz)
- 1999 Georges Henriot, Gif-sur Yvette (Frankreich)
- 2000 Richard van Basshuysen, Bad Wimpfen
- 2002 Joachim Milberg, München
- 2004 Fred C. Lee, USA
- 2006 Bernd-Robert Höhn, München
- 2008 Gerd Hirzinger, Oberpfaffenhofen
- 2010 Michael Rogowski, Stuttgart
- 2012 Martin Kannegiesser, Posen (Polen)
- 2014 Leo Lorenz
- 2016 Martin A. Kapp
- 2018 Cathrina Claas-Mühlhäuser
- 2021 Roland Siegwart

### Edeltraudt-Blickle-Stiftung
Am 24. September 1992 gründete Rainer Blickle die Edeltraudt Blickle-Stiftung. Die Stiftung widmet sich ausschließlich gemeinnützigen Zwecken. Aus dem Stiftungsvermögen werden medizinische Forschungsstätten, Spitäler und sonstige Institutionen der Krankenpflege sowie Personen, die im sozialen und medizinischen Sinne bedürftig sind, gefördert.